# Glamourina
Glamourina (від Glam, укр. Гламуріна; Наталія Грицук, нар. 15 травня 1988 року) — польська стилістка та блогер моди, яка створює модні стилізації. Її блог описує створення нових модних образів, які вона представляє сама — замість того, щоб використовувати найманих моделей. Деякі творіння стилістки були використані в презентаціях, організованих спонсорами.
Поза модою, Glamourina є основним автором курсу з української мови для польських читачів.

## Історія блогу
Гламуріна заснувала свій блог на початку 2011 року. Її блог швидко став популярним і привернув увагу спонсорів. Спочатку вона працювала в основному з польськими інтернет-магазинами одягу, які прагнули рекламувати свої бренди для читачів. Через кілька місяців польські та міжнародні бренди почали активно запрошувати її на свої заходи.

## Мода
У липні 2011 року австралійська ювелірна компанія Diva запросила кількох польських «блогерок» на професійну вуличну фотосесію, де Glamourina та інші блогери моди повинні були створити стилізацію, використовуючи ювелірні вироби компанії Diva.
У вересні 2011 року компанія Gatta запросила кількох блогерів моди на презентацію, на якій вони повинні були створити стилізацію з продуктами Gatta з колекції Joannahorodynskagatta від дизайнерки Joanna Horodyńska.
У жовтні 2011 року Glamourina взяла участь у презентації Warsaw Fashion Weekend, спонсорами якого були BlackBerry і Play, а представником була відома стилістка Jola Czaja. Цього разу замість того, щоб блогери продемонстрували свої стилізації — це зробили моделі у дефіле.
Крім участі у подібних заходах, Glamourina працює з іншими брендами — наприклад Atlantic, створює стилізації з їхнім одягом чи аксесуарами та показує їх на своєму блозі.